# Орао (ваздухопловна једрилица)
Орао је високо способна једрилица Отворене класе. Једрилица је једноседа саграђена од дрвета а производила се у Југославији (Икарус из Земуна) а намењена је спортским такмичењима и тренажи пилота једрилица.

## Пројектовање и развој
Орао је прва послератна високоспособна једрилица произведена у Србији, по конструкцији једноседа високоспособна једрилица дрвене конструкције са неувлачивом амортизованом скијом за слетање испод трупа. Конструисали су инжењери Борис Цијан и Станко Обад, а два упоредо грађена прототипа у фабрици Икарус у Земуну завршена су 1949. године. Већ наредне, 1950. године на Светском првенству у Шведској једриличар Милан Боришек освојио је друго место у генералном пласману летећи на овој једрилици, а током следећих година на њој су обарани многи државни рекорди.

### Варијанте једрилица
- Орао - Оригинални пројект према коме су направљена два прототипа.
- Орао IIb - Прва производна варијанта једрилице Орао.
- Орао IIc - Друга производна варијанта једрилице Орао.

Основна верзија је рађена у две варијанте - Орао IIb и IIc које су се међусобно разликовале по облику крила, хоризонталног и вертикалног репа. Обе варијанте направљене су у малом броју комада.

## Карактеристике
| Финеса      | 1 : 36 при брзини 85 km/h |
| Перформансе | - минимална брзина 70 km/h - максимална брзина 220 km/h - минимално пропадање 0,6 m/s при брзини 75 km/h                                                               |
| Димензије   | - размах крила 19,00 m - дужина 7,75 m - висина 2,05 m - површина крила 17,80 m² - аеропрофил крила Gö 549R RAF 34 - виткост 30,3 - макс. оптеречење крила; 25,70kg/m² |
| Маса        | - сопствена 356 kg - полетна 455 kg |

## Сачувани примерци
Једина сачувана једрилица овог типа (регистрација YU-4096, фабрички број 185) изложена је у Музеју ваздухопловства — Београд. Направљена је 1954. године у предузећу Летов у Љубљани, а потом је предата Савезном ваздухопловном центру у Вршцу где су на њој постизани бројни рекорди. По расходовању у Ваздухопловној школи у Београду увршћена је у музејску збирку новембра 1972. године.

## Земље које су користиле ову једрилицу
- Југославија
- Србија

## Извор
- Садржај овог чланка је једним делом или у целости преузет са Музеја ваздухопловства Београд. Носилац ауторских права над материјалом је дао дозволу да се исти објави под слободном лиценцом. Доказ о томе се налази на  систему, а број тикета са конкретном дозволом је 2009082810052656.